# Principato (storia romana)

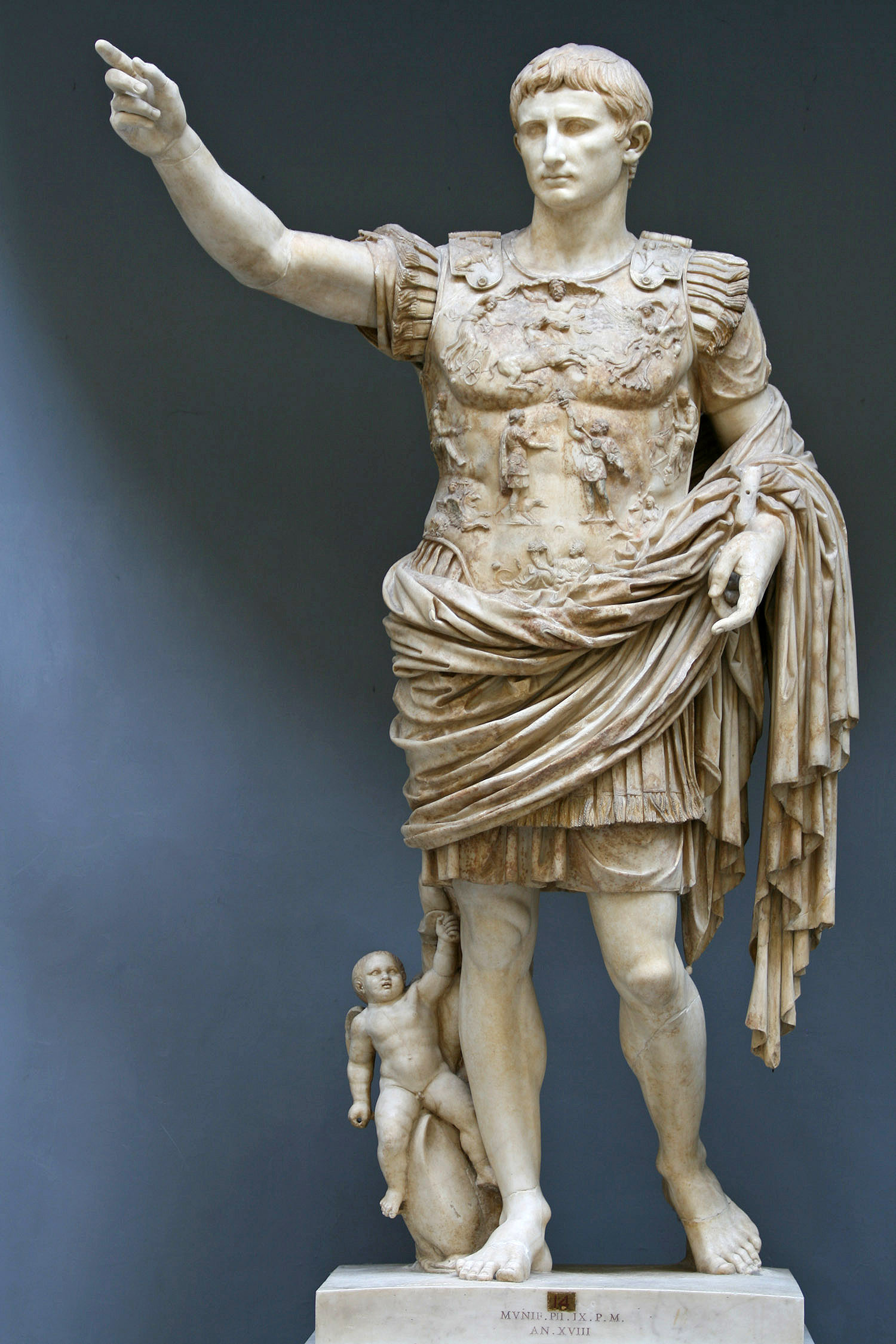
Il princeps Augusto.

Nell'ambito della storia romana, con principato si intende comunemente la forma di governo dell'alto impero, contrapposta al dominato del tardo impero. In questo periodo, pur essendo formalmente una diarchia (o una costituzione mista come la Repubblica romana) tra imperatore e Senato, lo Stato romano era governato dal primo, il Princeps, con funzioni del tutto simili a un monarca e a un re.
Forme di governo simili erano già state sperimentate con le dittature perpetue di Silla e Cesare. Il principato, tuttavia, fu instaurato nel 27 a.C. da Augusto, già padrone di Roma, quando il Senato volle conferirgli nuovi onori, e segnò il passaggio definitivo dalla forma repubblicana a quella autocratica dell'Impero: senza abolire formalmente le istituzioni repubblicane, il principe (in latino princeps, termine mutuato da Princeps senatus) assumeva la guida della res publica, una sorta di tutela per auctoritas, e ne costituiva il perno politico soppiantando senatori e consoli. Gradualmente rafforzatasi la forma assolutistica con i successivi imperatori della dinastia Giulio-Claudia e dei loro successori (specialmente sotto principi antisenatoriali come Tiberio, Caligola, Nerone, Domiziano e Commodo), il principato entrò in crisi con la fine della dinastia dei Severi nel 235 d.C., anche se già all'ascesa di Settimio Severo nel 193 Roma si poteva ormai dire un governo monarchico basato sul potere militare. La successiva anarchia militare, durante la crisi del III secolo seguita all'omicidio di Alessandro Severo, condusse all'abolizione del principato romano e alla forma imperiale più dispotica del dominato, una vera monarchia assoluta di tipo autocratico, ufficialmente a partire da Diocleziano e dalla sua riforma tetrarchica, poi abolita; tale sistema perdurò anche dopo la divisione in Impero romano d'Occidente e Impero romano d'Oriente.

## Etimologia
La parola principato deriva dal latino princeps, affine a primus, che è traducibile come "primo tra pari" (primus inter pares). Fu stabilito come titolo onorifico per il presidente del senato romano durante la repubblica (princeps senatus); l'imperatore Augusto assunse il titolo di princeps, che prese un significato affine a monarca. Lo stesso titolo venne assegnato in seguito ai suoi nipoti (Lucio Cesare e Gaio Cesare) e figli adottivi (Tiberio), incaricati di amministrare gli affari di stato e le cerimonie religiose quando l'imperatore era assente da Roma.
In pratica, il Principato fu un periodo di assolutismo illuminato, con occasionali forme di una quasi-monarchia costituzionale; gli Imperatori tendevano a non ostentare il loro potere e di solito rispettavano almeno formalmente i diritti dei cittadini, nonché i tradizionali poteri del Senato e delle magistrature repubblicane (qualora ciò non costituisse per loro un qualche impedimento).

## Storia

### Principato di Augusto e della dinastia giulio-claudia

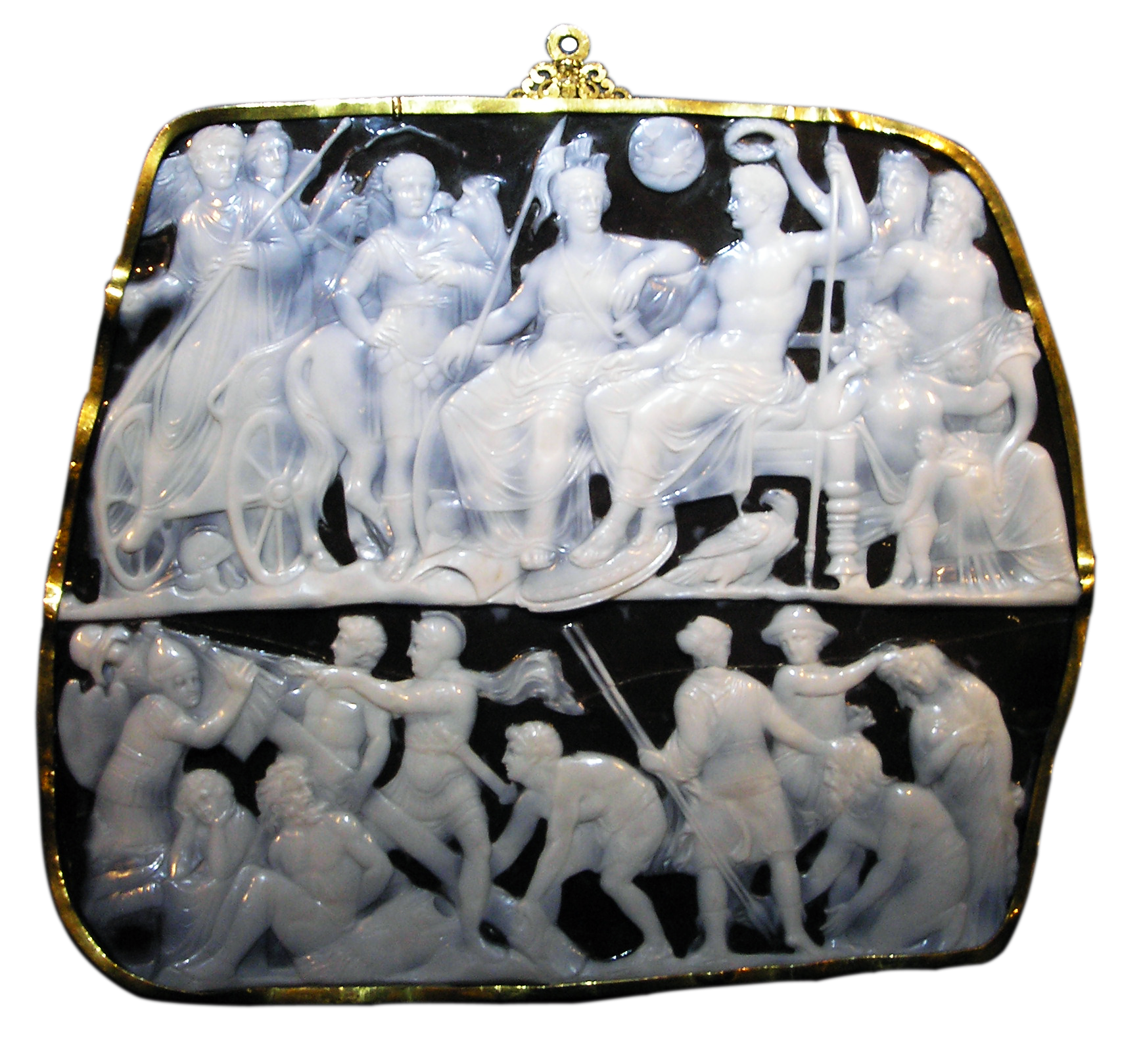
La cosiddetta Gemma augustea, la cui complicata iconografia è una celebrazione delle gesta di Augusto.

Ottaviano era il pronipote e figlio adottivo di Cesare, oltre ad essere figlio di un senatore di origine municipale. Dopo Azio, Ottaviano non solo ordinò di uccidere il figlio di Cleopatra, Cesarione (la cui paternità veniva attribuita dalla regina a Cesare), ma decise di annettere l'Egitto (30 a.C.), compiendo l'unificazione dell'intero bacino del Mediterraneo sotto Roma, e facendo di questa nuova acquisizione la prima provincia imperiale, governata da un proprio rappresentante, il prefetto d'Egitto.
Per la storiografia moderna più datata, la nuova forma di governo provinciale riservata all'Egitto ebbe origine dal tentativo di compensare gli Egiziani della perdita del loro monarca-dio (il faraone), con la nuova figura del Princeps; in realtà, la scelta di Ottaviano di porre a capo della nuova provincia un prefetto plenipotenziario (figura che derivava direttamente dal prefetto della città tardo-repubblicana), il cosiddetto praefectus Alexandreae et Aegypti, fu dettata dal contesto in cui avvenne la conquista del paese: la guerra civile, ragioni di ordine strategico-militare, l'importanza del grano egiziano per l'annona di Roma e il tesoro tolemaico. L'aver, infatti, potuto mettere le mani sulle risorse finanziarie dei Tolomei consentì ad Ottaviano di pagare molti debiti di guerra, nonché decine di migliaia di soldati che in tanti anni di campagne lo avevano servito, disponendone l'insediamento in numerose colonie, sparse in tutto il mondo romano.
Ottaviano era divenuto, di fatto, il padrone assoluto dello stato romano, anche se formalmente Roma era ancora una repubblica e lo stesso non era ancora stato investito di alcun potere ufficiale, dato che la sua potestas di triumviro non era stata più rinnovata: nelle Res Gestae riconosce di aver governato in questi anni in virtù del "potitus rerum omnium per consensum universorum" ("consenso generale"), avendo per questo motivo ricevuto una sorta di perpetua tribunicia potestas (certamente un fatto extra-costituzionale).
Augusto dovette affrontare il difficilissimo compito di conciliare la propria posizione con le tradizioni e con il sentimento dell'epoca repubblicana. Lo stesso contrasto di fronte al quale si era trovato Cesare, quando aveva cercato di trasformare l'ordinamento statale dell'Impero da repubblica a dittatura. Augusto si avvalse dell'esperienza del padre adottivo e trovò la soluzione del problema in un compromesso tutto particolare. Dal punto di vista del diritto costituzionale, Augusto restaurò ufficialmente e solennemente l'ordinamento repubblicano, scosso profondamente dai disordini dell'ultimo secolo a.C. ma lo fece con una serie di riserve che avevano l'effetto di accentrare nelle sue mani, e quindi dei suoi successori, tutti i poteri dello Stato. Ottaviano non voleva essere considerato un sovrano, ma il primo dei senatori per auctoritas (princeps senatus, da cui principato) di una città libera, il quale grazie al suo enorme prestigio politico stava al fianco del governo repubblicano per aiutarlo nel mantenimento dell'ordine pubblico e dell'amministrazione dell'impero universale. Augusto era quindi l'unica persona dotata di genio politico, mezzi materiali enormi e del favore degli dei abbastanza da farsi carico del peso del governo dell'Impero, che si era rivelato troppo gravoso per gli organi costituzionali della città-stato che è Roma. Il termine princeps sta difatti a significare "primus inter pares" (primo tra individui di pari dignità) e sanziona contemporaneamente la sua posizione di privilegio rispetto agli altri senatori, ma anche la sua formale condizione d'eguaglianza rispetto a essi dal punto di vista costituzionale.

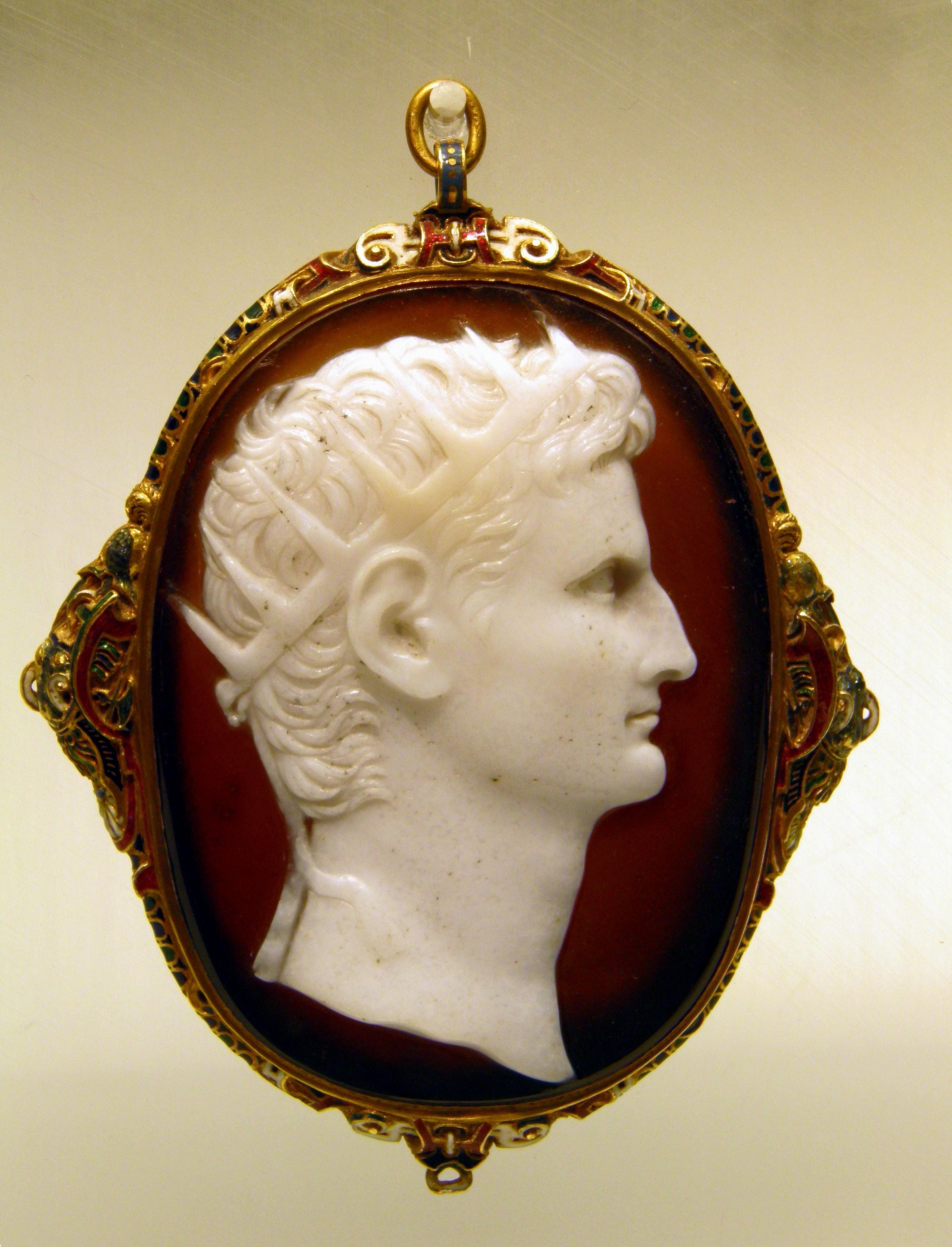
Cammeo del I secolo d.C. con Augusto che indossa una corona con i raggi del Sole, presso il Museo Romano-Germanico di Colonia

In seguito fu il senato a conferirgli progressivamente onori e privilegi, ma il problema che Ottaviano doveva risolvere consisteva nella trasformazione della sostanza dei rapporti istituzionali, lasciando intatta la forma repubblicana. I fondamenti del reale potere vennero individuati nell'imperium e nella tribunicia potestas: il primo, proprio dei consoli, conferiva a chi ne era titolare il potere esecutivo, legislativo e militare, mentre la seconda, propria dei tribuni della plebe, offriva la facoltà di opporsi alle decisioni del senato, controllandone la politica grazie al diritto di veto. Ottaviano cercò di ottenere tali poteri evitando di alterare le istituzioni repubblicane e dunque senza farsi eleggere a vita console e tribuno della plebe ed evitando inoltre la soluzione cesariana (Giulio Cesare era stato eletto, prima annualmente e poi a vita dictator). La carica di dittatore gli fu infatti offerta, ma egli prudentemente la rifiutò:
(Svetonio, Augustus, 52)
Egli considerò il titolo di dominus («signore») come un grave insulto e sempre lo respinse con vergogna. Svetonio racconta che un giorno, durante una rappresentazione teatrale alla quale assisteva, un mimo esclamò: O dominum aequum et bonum! («O signore giusto e buono!»). Tutti gli spettatori approvarono esultanti, quasi che l'espressione fosse rivolta ad Augusto, ma egli, non solo pose fine a queste adulazioni con un gesto e lo sguardo, il giorno seguente, emise anche un severo proclama che ne vietasse ulteriori piaggerie. Egli, infine, non permise che lo chiamassero dominus né i figli o i nipoti, che fosse per gioco o in tono serio. Ancora Svetonio racconta che Ottaviano:
(Svetonio, Augustus, 28)
Nel 27 a.C., Ottaviano restituì formalmente nelle mani del senato e del popolo romano i poteri straordinari assunti per la guerra contro Marco Antonio. Il senato, però, rifiutò le dimissioni e lo pregò di non abbandonare lo stato che egli aveva salvato, ricevendo una serie di privilegi come: il titolo di console da rinnovare annualmente, una potestas con maggiore auctoritas rispetto agli altri magistrati (consoli e proconsoli), poiché aveva diritto di veto in tutto l'Impero, a sua volta non assoggettato ad alcun veto da parte di qualunque altro magistrato; l'imperium proconsolare decennale, rinnovatogli poi nel 19 a.C., sulle cosiddette province "imperiali" (compreso il controllo dei tributi delle stesse), vale a dire le province dove fosse necessario un comando militare, ponendolo di fatto a capo dell'esercito; il titolo di Augusto (su proposta di Lucio Munazio Planco), cioè "degno di venerazione e di onore", che sancì la sua posizione sacra che si fondava sul consensus universorum di Senato e popolo romano; l'utilizzo del titolo di Princeps ("primo cittadino"); il diritto di condurre trattative con chiunque volesse, compreso il diritto di dichiarare guerra o stipulare trattati di pace con qualunque popolo straniero.

Mappa della suddivisione delle Province Senatoriali e Imperiali nel 117 d.C.

Questi poteri decretarono che le province fossero divise in senatorie, rette da magistrati eletti dal senato, e imperiali, rette da magistrati sottoposti al diretto controllo di Augusto; faceva eccezione l'Egitto, retto da un prefetto di rango equestre, munito di un imperium delegato da Augusto ad similitudinem proconsulis. L'imperium gli consentì di assumere direttamente il comando delle legioni stanziate nelle province "non pacatae" e di avere così costantemente a disposizione una forza militare a garanzia del suo potere, nel nesso inscindibile tra esercito e proprio comandante che era stato creato dalla riforma di Gaio Mario, ormai vecchia più di un secolo. L'imperium gli garantiva, inoltre, la gestione diretta dell'amministrazione e la facoltà di emanare decreta, decisioni di carattere giurisdizionale, ed edicta, decisioni di carattere legislativo. Sotto il controllo del senato restarono le truppe di stanza nelle province senatoriali, le quali furono rette da un proconsole o propretore. Il senato stesso avrebbe potuto in qualunque momento emanare un senatus consultum limitando o revocando i poteri conferiti.
Sei giorni dopo quell'assemblea, Augusto decise di ricompensare il senato per i poteri concessigli stabilendo che le province centrali dell'Impero sarebbero state sotto il controllo del senato (province senatoriali) mentre quelle periferiche sarebbero rimaste sotto il controllo del princeps. Tuttavia il potere del senato nelle province senatoriali venne indebolito da una legge che stabiliva che se il princeps si fosse recato in una provincia, la sua autorità sarebbe prevalsa su quella del governatore, e questo valeva anche per le province senatoriali. Ottaviano stabilì inoltre che le province di nuova acquisizione sarebbero state imperiali e non senatoriali. In cambio di questa concessione, il senato autorizzò Augusto a conservare il proprio comando militare nella capitale anche in tempo di pace.
Nel 23 a.C. fu conferita ad Augusto, la tribunicia potestas a vita (che secondo alcuni gli era stata attribuita già dal 28 a.C.), la quale divenne la vera base costituzionale del potere imperiale: comportava infatti l'inviolabilità della persona e il diritto di intervenire in tutti i rami della pubblica amministrazione, e questo senza i vincoli repubblicani della collegialità della carica e della sua durata annuale. Particolarmente significativo fu il diritto di veto, che garantì ad Augusto la facoltà di bloccare qualunque iniziativa legislativa che considerasse pericolosa per la propria autorità. Nello stesso anno l'imperium di cui già godeva divenne imperium proconsolare maius et infinitum, in modo da comprendere anche le province senatorie: tutte le forze armate dello stato romano dipendevano ora da lui.
(Svetonio, Augustus, 28)
Essendo stati accentrati tutti i poteri in una persona sola, le varie cariche repubblicane, pur continuando ad esistere, avevano perso gran parte dei propri poteri a vantaggio del princeps. I magistrati continuavano a venire nominati ogni anno e eseguivano alcune delle funzioni meno importanti. Il senato veniva spesso consultato dal Principe quando doveva prendere decisioni importanti. Oltre a consigliare il Principe, il senato era anche la suprema corte d'appello e un tribunale. Inoltre le leggi del Principe venivano sempre ratificate dal senato e i Principi, vestiti come senatori, sedevano, votavano e discutevano con i loro pari. Il sistema politico di Augusto può essere considerato, come sostiene Gibbon, «una monarchia assoluta mascherata dalle forme di una repubblica.»
E ancora gli furono conferite nuove onorificenze negli anni a venire. Nel 12 a.C., quando il Pontefice massimo Lepido morì, Ottaviano ne prese il titolo divenendo il capo religioso di Roma.
(Svetonio, Augustus, 31.)
Nell'8 a.C. fu emanata la Lex Iulia maiestatis, con cui per la prima volta venne punita l'offesa alla "maestà" dell'imperatore, in seguito foriera di conseguenze negative per tutto il periodo successivo. E per finire, nel 2 a.C., anno dell'inaugurazione del tempio di Marte Ultore e del Foro di Augusto, gli fu conferito il titolo onorifico di "Padre della patria" (Pater Patriae).
L'ambizione di Augusto era quella di essere fondatore di un optimus status, facendo rivivere le più antiche tradizioni romane e nel contempo tenendo conto delle problematiche dei tempi. Il mantenimento formale delle forme repubblicane, nelle quali si inseriva il nuovo concetto della personale auctoritas del princeps (primo fra pari), permise di risolvere i conflitti per il potere vissuti nell'ultimo secolo della Repubblica. Egli non schiacciò affatto l'antica aristocrazia, ma le affiancò in una più vasta cerchia del privilegio, il ceto degli uomini d'affari e dei funzionari, organizzati nell'ordine equestre, i cui membri furono spesso utilizzati dall'imperatore per controllare l'attività degli organi repubblicani e per il governo delle province imperiali.
Spesso la propaganda imperiale presentò il Princeps come l'incarnazione di tutte le virtù attribuite al sovrano ideale (molto simile a un tiranno greco di prima maniera), come la clemenza, la giustizia e la stabilità politica. Che cosa in particolare ci si aspettava dal Princeps sembra sia variato col tempo, ad esempio Tiberio, che era riuscito a produrre un surplus per le finanze della Res publica, venne criticato e giudicato come un avaro, al contrario Caligola venne criticato per la sua eccessiva spesa su giochi e spettacoli. In generale ci si aspettava che l'imperatore fosse generoso, ma che non dilapidasse le risorse finanziarie statali, fornendo ogni tanto dei giochi pubblici, gladiatorii, gare di carri e spettacoli artistici ("panem et circenses"). Oltre a ciò erano necessarie per aumentare la popolarità del princeps, delle distribuzioni alimentari gratuite (donativa) alla plebe di Roma e la costruzione di opere pubbliche, dando così lavoro retribuito ai più poveri.

### Principato sotto i Flavi

Ritratto di Vespasiano, ritratto onorario dopo la morte (Museo delle Terme, Roma).

Vespasiano, una volta proclamato imperator, dopo un nuovo periodo di guerra civile, promulgò la lex de imperio Vespasiani, in seguito alla quale egli e gli imperatori successivi avrebbero governato in base alla legittimazione giuridica e non più in base a poteri divini come avevano fatto i Giulio-Claudii. Questo provvedimento può essere riassunto in due formule: «il principe è svincolato dalle leggi» (princeps a legibus solutus est); «quanto piace al principe ha vigore di legge» (quod placuit principi legis habet vigorem).
Svetonio riferisce che Vespasiano era tanto sicuro del proprio oroscopo e dei suoi figli, dopo tante congiure contro di lui, sventate, da affermare in Senato:
(Svetonio, Vita di Vespasiano, 25)
Alla morte di Vespasiano (23 giugno del 79), il figlio primogenito Tito rimase unico imperatore e, come il padre, escluse il fratello Domiziano dagli affari di Stato, non associandolo all'Impero né concedendogli l'imperium proconsulare né la tribunicia potestas, ma lo dichiarò suo successore, gli fece ottenere il consolato ordinario nell'80 e gli propose anche di sposare la sua unica figlia Giulia. Domiziano rifiutò tuttavia di separarsi da Domizia ma Giulia, dopo aver sposato il cugino Tito Flavio Sabino, divenne sua amante.
Tito fu considerato un buon imperatore dallo storico Tacito e da altri contemporanei; è noto per il suo programma di opere pubbliche a Roma e per la sua generosità nel soccorrere la popolazione in seguito a due eventi disastrosi: l'eruzione del Vesuvio del 79 e l'incendio di Roma dell'80. Celebre è la definizione che diede di lui lo storico Svetonio:
(Svetonio, Vita di Tito, 1)
per celebrare i vari meriti di Tito e del suo governo.
Tito morì di febbri malariche ad Aquae Cutiliae il 13 settembre 81, quando con lui si trovava Domiziano. Partito subito per Roma, si fece acclamare imperatore dai pretoriani, ai quali distribuì, come tradizione, la stessa somma che essi avevano ricevuto da Tito. Il giorno dopo il Senato gli concesse il titolo di Augusto e di padre della patria, e poi vennero il pontificato, la potestas tribunicia e il consolato. Il nuovo princeps si proclamò dominus et deus (signore e dio), ma rimase nel solco della tradizionale cultura romana e non riuscì o non volle sciogliere il nodo della divisione dei poteri, pur ingaggiando un'aperta lotta con l'aristocrazia. Dopo la fallita insurrezione di Lucio Antonio Saturnino accentuò la repressione, instaurando un regime di terrore cui pose fine un complotto del Senato, con il suo assassinio.
La maggior parte dei senatori fu ostile per principio a Domiziano: la decadenza, iniziata nel I secolo a.C., del tradizionale sistema clientelare radicato intorno agli aristocratici, a causa del sorgere e dello sviluppo di un nuovo tipo di clientela, militare e provinciale, che si organizzava intorno al principe, patrono e capo militare, favoriva l'ostilità nei confronti dell'istituto imperiale, che sottraeva l'assegnamento al patriziato delle magistrature, fonti di enormi arricchimenti, che ora andavano a favore degli homines novi prevenienti dalle file dell'esercito e dall'apparato burocratico legato al principe, e relegava sempre di più il Senato aristocratico, progressivamente svuotato di potere, a una funzione di ratifica di decisioni prese nel palazzo imperiale.
Tuttavia il suo regno rimase ancora una diarchia perché, se Domiziano ostentò indifferenza o disprezzo riguardo alle prerogative del Senato, non osò nemmeno diminuirne i poteri, conoscendo la forza e il prestigio di cui quell'istituzione ancora godeva; della carica di censore si avvalse solo per escludervi per indegnità un unico senatore, un certo Cecilio Rufo, e fece consoli personaggi aristocratici come Lucio Antonio Saturnino nell'82, Lucio Volusio Saturnino nell'87, Quinto Volusio Saturnino nel 92 e Tito Sestio Magio Laterano nel 94.
Dopo aver sventato tante congiure e la rivolta di Lucio Antonio Saturnino, che aveva dimostrato la sostanziale fedeltà dell'esercito all'imperatore, e una repressione nei confronti di elementi patrizi nella capitale, sulla quale mancano particolari, l'aristocrazia, sapendo di non essere in grado di rovesciare Domiziano né con un sollevamento militare, né tanto meno con un movimento popolare, mantenne la speranza di eliminarlo attraverso una cospirazione di palazzo. A sua volta l'imperatore, consapevole che i suoi nemici agivano nell'ombra, raddoppiò la sua diffidenza e il suo odio nei confronti del Senato.
Domiziano continuò la politica dei donativi al popolo e degli alti salari all'esercito, finanziandola anche con le spoliazioni dei suoi avversari. Otteneva così il duplice risultato di mantenere la fedeltà degli uni e di conseguire l'indebolimento degli altri. Stabilì una rete di spie e di delatori che raccoglievano confidenze compromettenti: «nessuno era al sicuro. La libertà di parlare e di ascoltare era tolta», e il ricco signore poteva essere tradito dal proprio servo, dal cliente e perfino dall'amico, che ricevevano in cambio libertà o denaro. Accusati di lesa maestà per i loro atti o soltanto per le loro parole, gli indiziati erano giudicati dal Senato che, per viltà e paura, li condannava regolarmente alla morte o all'esilio, confiscandone i beni: «quell'assemblea era tremante e muta. Senza pericolo non si poteva dire quel che si pensava, senza infamia non si poteva dire quel che non si pensava». Alle sedute Domiziano assisteva regolarmente: «La peggiore delle nostre sventure era vederlo ed essere guardati da lui [...] il suo volto sinistro, coperto di quel rossore col quale si difendeva dalla vergogna, spiegava l'evidente pallore di tanti uomini».
Non era quello l'unico mezzo per impossessarsi dei beni dei cittadini facoltosi. A volte questi facevano coerede l'imperatore, per timore che, diversamente, il loro testamento fosse dichiarato nullo. Per questo motivo Agricola nominò suoi eredi la moglie, la figlia e Domiziano. Si poteva infatti fabbricare un falso testamento o era anche sufficiente che un testimone prezzolato dichiarasse che il defunto aveva intenzione di nominare erede il principe per annullare il testamento autentico.

### Imperatori adottivi

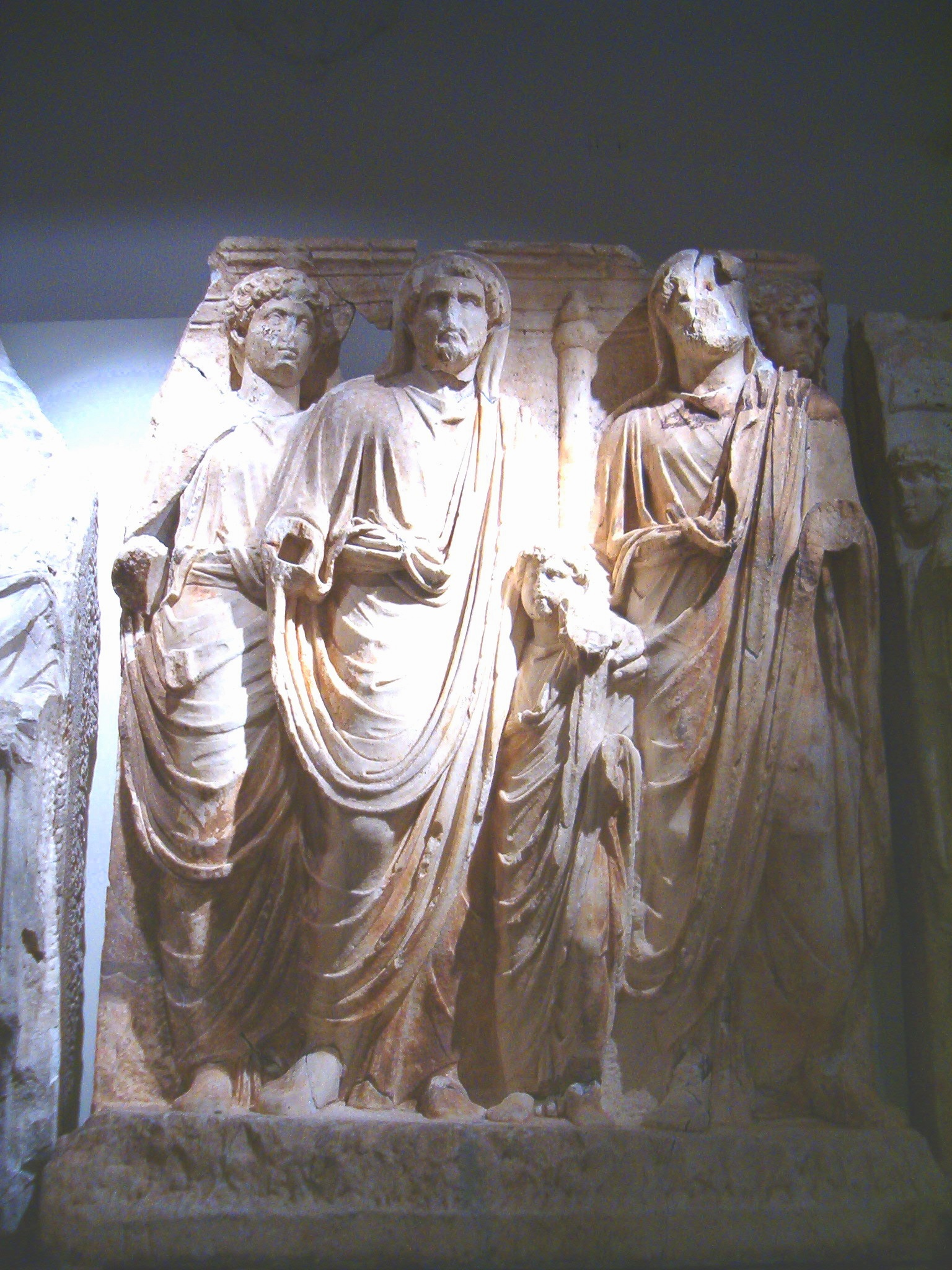
Scena di adozione da Efeso (Monumento dei Parti, oggi presso il Museo di Efeso a Vienna): Antonino Pio (al centro) con il fanciullo Lucio Vero di sette anni (a destra) e Marco Aurelio di diciassette anni (a sinistra, alle spalle). A fianco potrebbe essere Publio Elio Traiano Adriano (estrema destra).

Marco Cocceio Nerva era molto stimato come anziano senatore ed era noto come persona mite e accorta. Alla morte di Domiziano, Nerva acconsentì a divenirne il successore e fu acclamato imperatore in Senato da tutte le classi concordi sul suo nome. Durante il suo regno, breve ma significativo, apportò un grande cambiamento, ponendo fine al "principato ereditario" e sostituendolo con il "principato adottivo". Questa riforma prevedeva che l'imperatore in carica in quel momento dovesse decidere, prima della sua morte, il suo successore all'interno del senato.
All'interno della storia romana si definisce abitualmente età degli Imperatori adottivi, il periodo che va dal 96 (elezione di Nerva) al 180 (morte di Marco Aurelio), caratterizzato da una successione al trono stabilita non per via familiare, ma attraverso l'adozione, da parte dell'imperatore in carica, del proprio successore. Unanimemente considerata una delle età più splendenti della storia romana, l'età degli Imperatori adottivi seguì agli ultimi e travagliati anni della Dinastia dei Flavi, precedendo il ritorno al "principio dinastico" con Marco Aurelio-Commodo (180 - 192) e la successiva dinastia dei Severi (193 - 235).
Gli "imperatori adottivi" erano comunque imparentati tra loro, più o meno alla lontana, e questi legami familiari includevano anche le famiglie di Traiano (della gens Ulpia) e di Adriano (della gens Elia). Questi ultimi due erano cugini. Antonino Pio aveva una parentela lontana con Adriano. Marco Aurelio era il nipote di Antonino (Faustina maggiore, moglie di Antonino, era sorella del padre di Marco), che sposerà la cugina, figlia di Antonino stesso, Faustina minore. Lucio Vero, adottato da Pio insieme a Marco, sposò la figlia di Marco stesso, Annia Aurelia Galeria Lucilla, divenendone il genero. Commodo, infine, era il figlio naturale di Marco Aurelio.

### Elenco deiPrincipes
- Augusto (27 a.C.-14 d.C.)
- Tiberio (14-37 d.C.)
- Caligola (37-41 d.C.)
- Claudio (41-54 d.C.)
- Nerone (54-68 d.C.)
- Galba (68-69 d.C.)
- Otone (69 d.C.)
- Vitellio (69 d.C.)
- Vespasiano (69-79 d.C.)
- Tito (79-81 d.C.)
- Domiziano (81-96 d.C.)
- Nerva (96-98 d.C.)
- Traiano (98-117 d.C.)
- Adriano (117-138 d.C.)
- Antonino Pio (138-161 d.C.)
- Marco Aurelio (161-180 d.C.)/Lucio Vero (161-169 d.C.)
- Commodo (177-192 d.C.)
- Pertinace (192-193 d.C.)
- Didio Giuliano (193 d.C.)

### Fine del principato
Marco Aurelio aveva stabilito che a succedergli fosse il figlio Commodo (nel 180), che già aveva nominato Cesare nel 166 e poi Augusto (co-imperatore) nel 177. Questa decisione, che mise di fatto fine alla serie dei cosiddetti "imperatori adottivi", venne fortemente criticata dagli storici successivi, poiché Commodo non solo era estraneo alla politica e all'ambiente militare, ma fu inoltre descritto, già in giovane età, come estremamente egoista e con gravi problemi psichici, appassionato in maniera eccessiva di giochi gladiatorii (a cui lui stesso prendeva parte), passione ereditata dalla madre.
Marco Aurelio riteneva, a torto, che il figlio avrebbe abbandonato quel genere di vita così poco adatto ad un princeps, assumendosi le necessarie responsabilità nel governare un Impero come quello romano, ma così non fu.

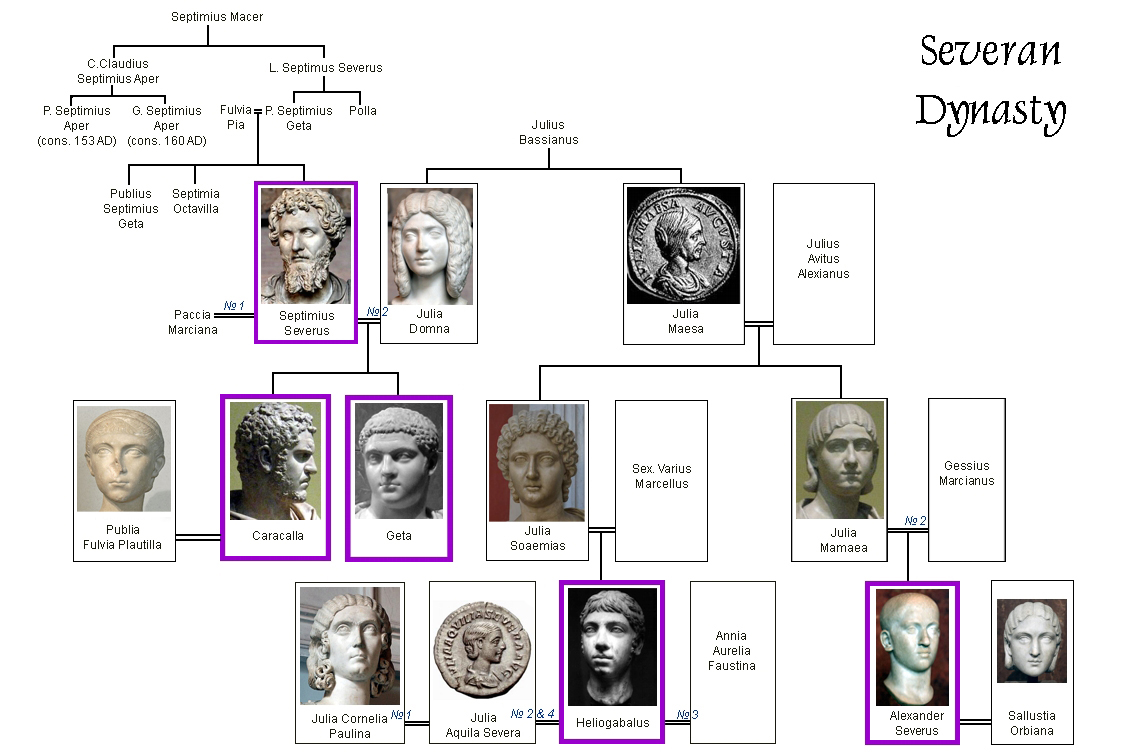
Albero genealogico dei Severi.

A conclusione del principato di Marco Aurelio, Cassio Dione scrisse un elogio all'imperatore, pur descrivendo il passaggio a Commodo con dolore e rammarico: 
(Cassio Dione, 72, 36.3-4.)
Morto assassinato Commodo nel 192, gli successe Pertinace, il quale venne a sua volta ucciso dalla guardia pretoriana. La guerra civile che ne seguì vide la vittoria finale di Settimio Severo a la salita al trono della dinastia severiana: il principato semi-repubblicano andò così trasformandosi in monarchia, e il principato cominciò a trasformarsi in "dominato", una monarchia assoluta, come era presso moltissimi altri popoli.
Settimio Severo, il primo dei cosiddetti imperatori-soldato, fu l'iniziatore di un nuovo culto che si incentrava sulla figura dell'imperatore, una sorta di "monarchia sacra" mutuata dall'Oriente ellenistico; questa sacralità orientaleggiante del sovrano era già stata tentata da alcuni imperatori, come Caligola, Nerone, Domiziano e Commodo, mentre gli altri imperatori, che erano comunque Pontefici massimi, erano definiti "divini" solo dopo la morte. Questi sovrani avevano cercato di governare in maniera autocratica, usurpando le prerogative del Senato e di tutte le vecchie magistrature, ma fallirono, morendo tutti di morte violenta. Solo Severo riuscì ad imporre il governo personale con la forza delle armi e del suo carisma, ma dopo di lui, nessun imperatore riuscì a mantenere a lungo il potere: alla morte dei suoi ultimi eredi iniziò l'anarchia militare. Severo si appropriò inoltre del titolo di dominus ac deus ("signore e dio") che andò a sostituire quello di princeps, che sottintendeva una condivisione del potere con il Senato. Nel 235 Massimino Trace, generale di origine barbarica, divenne imperatore al posto di Alessandro Severo, ponendo fine ufficiale al principato e alla parvenza di repubblica.

## Il dominato

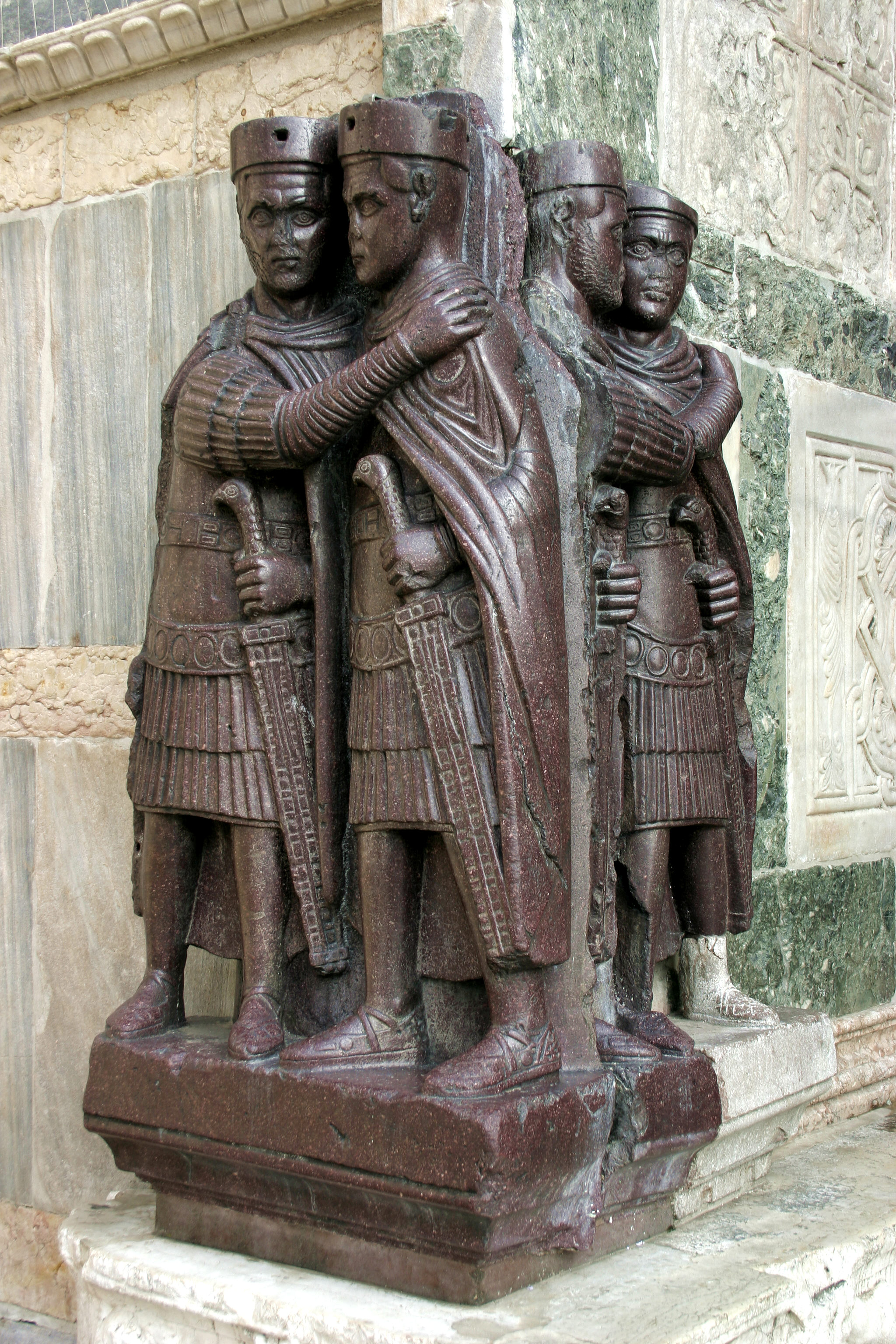
I tetrarchi, una scultura di porfido (Basilica di San Marco, a Venezia) che testimonia l'inizio del dominato.

Lo stato romano subirà un'ulteriore trasformazione con la tetrarchia di Diocleziano, prima del definitivo passaggio monarchico, con la dinastia costantiniana e teodosiana, sistema che caratterizzerà ufficialmente gli ultimi anni dell'Impero romano d'occidente e la politica dell'Impero bizantino. Nonostante l'imperatore fosse chiamato ancora "princeps" per un certo tempo, con il senato che aveva poteri consultivi, il passaggio era ormai completo. Il sistema del dominato "sacrale" si manterrà in Europa fino all'epoca moderna con la forma del diritto divino dei re e del cesaropapismo.
La crisi del terzo secolo aveva dimostrato che il comando di un solo sovrano non garantiva la stabilità dell'impero; gli assassinii di Aureliano e Marco Aurelio Probo, imperatori capaci uccisi dai propri ufficiali, erano esempi molto chiari. Vari conflitti affliggevano ogni provincia dell'impero, dalla Gallia alla Siria, dall'Egitto al basso Danubio. La situazione era troppo difficile da gestire per un solo imperatore, e Diocleziano aveva bisogno di un aiutante. Nel 285, a Mediolanum, Diocleziano elevò il suo collega Massimiano al rango di cesare, facendone il proprio co-imperatore. La lealtà di Massimiano a Diocleziano fu un fattore importante per i successi iniziali della Tetrarchia.
L'idea di una sovranità condivisa non era certo nuova nell'Impero romano. Augusto, il primo imperatore, aveva condiviso il potere con i propri colleghi, e forme più ufficiali di co-imperatore esistettero da Marco Aurelio (161-180) in poi. Più recentemente, l'imperatore Caro e i suoi figli avevano governato insieme, sebbene senza ottenere un grande risultato. E Diocleziano si trovava in una situazione ancora più difficile dei suoi predecessori, in quanto aveva una figlia, Valeria, ma nessun figlio: il suo co-imperatore doveva dunque provenire dal di fuori della sua famiglia e non si poteva fidare di lui con leggerezza. Alcuni storici sostengono che Diocleziano avesse adottato Massimiano come filius Augusti all'atto della sua incoronazione, come avevano già fatto alcuni imperatori prima di lui, anche se non tutti gli storici hanno accettato questa ricostruzione.
La relazione tra Diocleziano e Massimiano fu rapidamente ridefinita in termini religiosi. Nel 287 circa Diocleziano assunse il titolo di Iovius, Massimiano quello di Herculius. Il titolo doveva probabilmente richiamare alcune caratteristiche del sovrano da cui era usato: a Diocleziano, associato a Giove, era riservato il ruolo principale di pianificare e comandare; Massimiano, assimilato ad Ercole, avrebbe avuto il ruolo di eseguire "eroicamente" le disposizioni del collega. Malgrado queste connotazioni religiose, gli imperatori non erano "divinità", in accordo con le caratteristiche del culto imperiale romano, sebbene potessero essere salutati come tali nei panegirici imperiali; erano invece visti come rappresentanti delle divinità, incaricati di eseguire la loro volontà sulla terra. Vero è che Diocleziano elevò la sua dignità imperiale al di sopra del livello umano e della tradizione romana. Egli voleva risultare intoccabile. Soltanto lui risultava dominus et deus, signore e dio, tanto che a tutti coloro che lo circondavano gli fu attribuita una dignità sacrale: il palazzo divenne sacrum palatium e i suoi consiglieri sacrum consistorium. Segni evidenti di questa nuova qualificazione monarchico-divina furono il cerimoniale di corte, le insegne e le vesti dell'imperatore. Egli, infatti, al posto della solita porpora, indossò abiti di seta ricamati d'oro, calzature ricamate d'oro con pietre preziose. Il suo trono poi si elevava dal suolo del sacrum palatium di Nicomedia. Veniva, infine, venerato come un dio, da parenti e dignitari, attraverso la proschinesi, una forma di adorazione in ginocchio, ai piedi del sovrano.
Lo spostamento dall'acclamazione militare alla santificazione divina tolse all'esercito il potere di scegliere gli imperatori; la legittimazione religiosa elevò Diocleziano e Massimiano al di sopra dei potenziali rivali con un'efficacia che né il potere militare né le rivendicazioni dinastiche potevano vantare. Dopo la sua acclamazione, il cesare Massimiano fu inviato a combattere i Bagaudi in Gallia, mentre Diocleziano ritornò in Oriente.